# Kachigarasu
Kachigarasu Co., Ltd. (株式会社鵲 Kabushiki-gaisha Kachigarasu?), anteriormente conocido como Encourage Films Co., Ltd. (株式会社エンカレッジフィルムズ Kabushiki-gaisha Enkarejji Firumuzu?) es un estudio de animación japonés establecido el 5 de agosto de 2008. El estudio tiene su sede en Nerima, Tokio.

## Historia
El estudió fue fundado el 5 de agosto de 2008 por el productor de Gonzo Tōyō Ikeda y el director Fumitoshi Oizaki. Su primera producción es la serie de ONA's Ontama!, lanzados en 2009.
Tras la muerte de Tōyō Ikeda en 2013, Fumitoshi Ozaki es el CEO.
El 28 de diciembre de 2023, la empresa transladó su sede central al n.° 17-14, Sekimachikita 2-chome, en el mismo distrito, y cambió su nombre a Kachigarasu Co., Ltd. (株式会社鵲 Kabushiki-gaisha Kachigarasu?).

## Obras

### Series de televisión
| Título                                                                    | Director (es)      | Fecha de primera transmisión | Fecha de última transmisión | Eps | Nota (s)                                                                                                | Ref (s)       |
| ------------------------------------------------------------------------- | ------------------ | ---------------------------- | --------------------------- | --- | --- | ------------- |
| Senki Zesshō Symphogear                                                   | Tatsufumi Itō      | 6 de enero de 2012           | 30 de marzo de 2021         | 13  | Trabajo original. Episodios 1 y 2 coproducidos con Satelight. Planificación de animación con Satelight. | [ 6 ]         |
| Etotama                                                                   | Fumitoshi Oizaki   | 9 de abril de 2015           | 25 de junio de 2015         | 12  | Basado en un manga escrito por Takashi Hoshi y Tōru Zekū. Coproducido con Shirogumi.                    | [ 7 ]         |
| Love Kome: We Love Rice                                                   | Yuta Yamazaki      | 5 de abril de 2017           | 21 de junio de 2015         | 12  | Trabajo original.                                                                                       | [ 8 ]         |
| Hitorijime My Hero                                                        | Yukina Hiiro       | 8 de julio de 2017           | 23 de septiembre de 2017    | 12  | Adaptación de la serie de manga de Memeco Arii.                                                         | [ 9 ]         |
| Love Kome: We Love Rice 2                                                 | Yuta Yamazaki      | 5 de octubre de 2017         | 21 de diciembre de 2017     | 12  | Secuela de Love Kome: We Love Rice .                                                                    | [ 10 ]        |
| Meruku Sutōria: Yujutsushi to Suzu no Shirabe                             | Fumitoshi Oizaki   | 11 de octubre de 2018        | 27 de diciembre de 2018     | 12  | Basado en el videojuego Merc Storia de Happy Elements.                                                  | [ 11 ]        |
| Isekai Cheat Magician                                                     | Daisuke Tsukushi   | 10 de julio de 2019          | 25 de septiembre de 2019    | 12  | Adaptación de la serie de novelas ligeras de Takeru Uchida.                                             | [ 12 ]        |
| Gochūmon wa Usagi Desu ka? BLOOM                                          | Hiroyuki Hashimoto | 10 de octubre de 2020        | 26 de diciembre de 2020     | 12  | Secuela de Gochūmon wa Usagi Desu ka??                                                                  | [ 13 ]        |
| Deaimon                                                                   | Fumitoshi Oizaki   | 6 de abril de 2022           | 22 de junio de 2022         | 12  | Adaptación de la serie de manga de Rin Asano.                                                           | [ 14 ]        |
| Kaiko Sareta Ankoku Heishi (30-Dai) no Slow na Second Life                | Fumitoshi Oizaki   | 7 de enero de 2023           | 25 de marzo de 2023         | 12  | Adaptación de la serie de la novela ligera de Rokujūyon Okazawa.                                        | [ 15 ]        |
| Gorilla no Kami Kara Kago Sareta Reijō wa Ōritsu Kishidan de Kawaiigareru | Fumitoshi Oizaki   | 6 de abril de 2025           | —                           | —   | Adaptación de la serie de la novela ligera de Shirohi.                                                  | [ 16 ] [ 17 ] |

### ONA's
| Título                        | Director (es)    | Fecha de primera transmisión | Fecha de última transmisión | Eps | Nota (s)                                                                             | Ref (s) |
| ----------------------------- | ---------------- | ---------------------------- | --------------------------- | --- | ------------------------------------------------------------------------------------ | ------- |
| Ontama!                       | Fumitoshi Oizaki | 7 de agosto de 2009          | 6 de noviembre de 2009      | 5   | Adaptación de la serie de manga de Noboru Maeda y Dan Yoshii.                        | [ 2 ]   |
| Miyakawa-ke no Kūfuku         | Yutaka Yamamoto  | 29 de abril de 2013          | 1 de julio de 2013          | 10  | Escisión de Lucky Star. Coproducido con Ordet.                                       | [ 18 ]  |
| Etotama ~ Nyan-Kyaku Banrai ~ | Fumitoshi Oizaki | Mayo de 2021                 |                             | 1   | Basado en un manga escrito por Takashi Hoshi y Tōru Zekū. Coproducido con Shirogumi. | [ 19 ]  |

### OVA's
| Título                              | Director (es) | Fecha de primera transmisión | Fecha de primera transmisión | Eps | Nota (s)          | Ref (s) |
| ----------------------------------- | ------------- | ---------------------------- | ---------------------------- | --- | ----------------- | ------- |
| Zetsumetsu Kigu Shōjo Amazing Twins | Junichi Sato  | 26 de febrero de 2014        | 26 de junio de 2014          | 2   | Trabajo original. | [ 20 ]  |